# Chodnik minowy

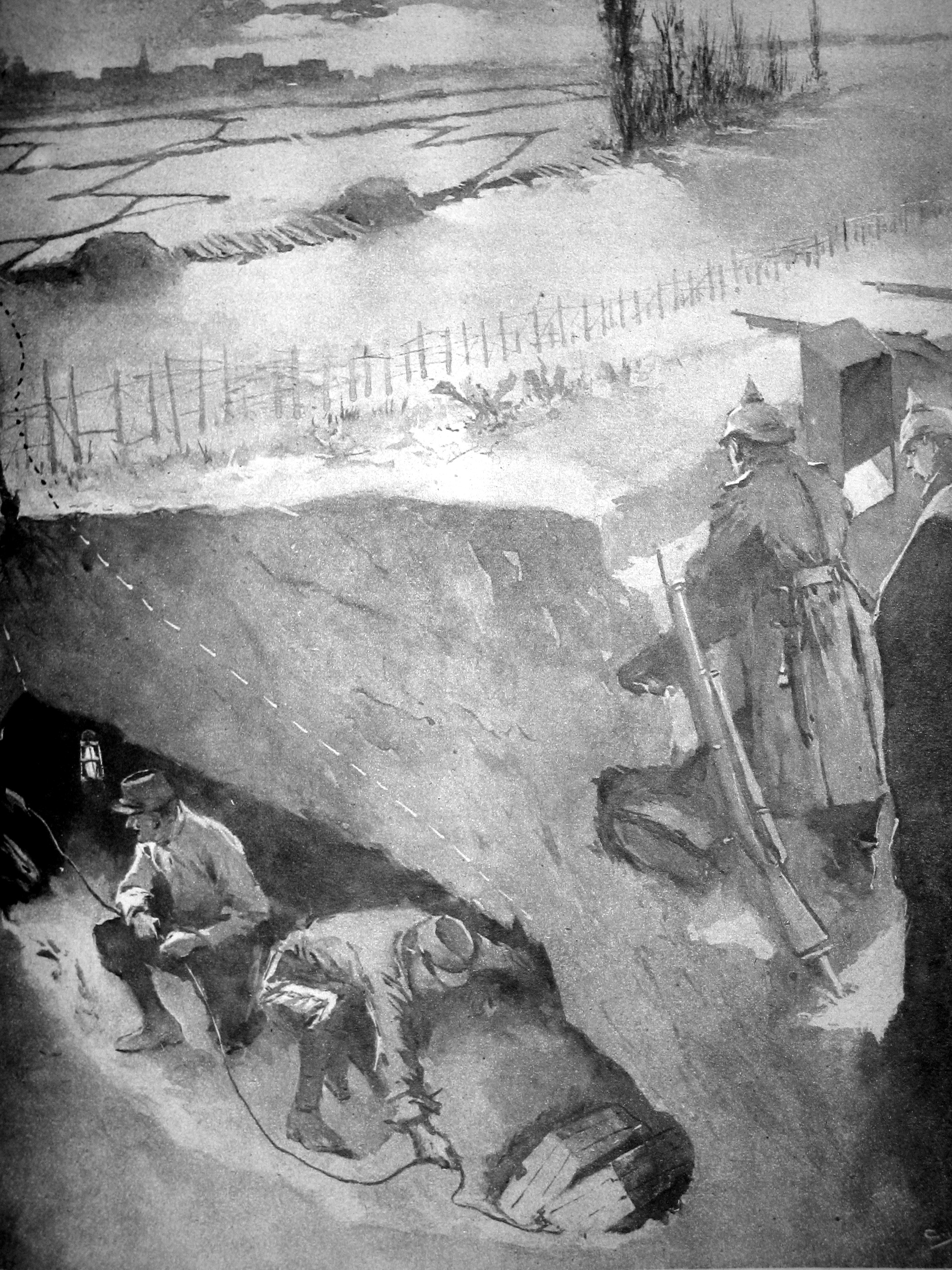
Francuscy żołnierze zakładają minę pod stanowiskami niemieckimi, 1915

Chodnik minowy, chodnik minerski – chodnik podziemny (korytarz, tunel) wykonywany przez oblegających w kierunku umocnień przeciwnika w celu zniszczenia fortyfikacji oblężonych. Zniszczenie dokonywane było przez detonację materiałów wybuchowych w komorze minowej lub wypalenie konstrukcji drewnianej (tymczasowo podpierającej fortyfikację od dołu) i doprowadzenie do zawału ziemi.
Obrońcy w celu unieszkodliwienia chodników minerskich wykonywali chodniki przeciwminowe.